# 黃錦樹
黃錦樹（Ng Kim Chew，1967年11月9日—），祖籍福建南安，生於馬來西亞柔佛州居鑾，臺灣著名馬華作家、文學評論家。
1986年赴臺求學，國立臺灣大學中文系畢業、淡江大學中文研究所碩士、國立清華大學中文系博士。1996年起任教於國立暨南國際大學中文系，定居南投埔里。現已入籍中華民國。

## 簡述
黃錦樹是馬來西亞六字輩的旅臺作家，筆鋒銳利,被王德威稱為“壞孩子”。在還未出師時就已得罪了不少作家前輩，批評不留餘地。1990年代，由於黃錦樹的種種批評與論述中，涉及馬華文學發展以及馬華文化現象的論述，在馬華社會中引起的回響，甚至有人從文學史角度分析當時的這種連串反應統稱為“黃錦樹現象”或是“燒芭”。
1990年的《M的失蹤》、1992年《死在南方》與1998年的《補遺》處理了馬華文學史上的郁達夫。
1995年的短篇小說《魚骸》是黃錦樹年輕時期的文學嘗試。《魚骸》小說描述名中文系教授透過魚骸自瀆，構成遙想家國的成人寓言。 小說的詭譎氛圍及特性奠定其在文壇崛起。
黃錦樹筆耕多年，出版多本短篇小說集，但一直未創作過長篇小說。他曾從不同的文學史觀論定位問題，認為不一定要盲目隨波逐流：「相較於紛紛去寫長篇的同代人，我沒那個興趣，也沒那麼大的野心。況且，很多長篇（包括一些三部曲）我認為那題材如果寫成短篇，或許會更有價值些。相較於長篇，我比較喜歡書的概念，那是另一種意義上的整體。」他對學界一窩蜂將論文彙編改寫成專書，也保持適度的距離，認為未必比質樸的初稿好。
2014年，短篇小說集《火，與危險事物》之書名，及該書收錄的《猴屁股、火與危險事物》之標題化用自自喬治·萊考夫的《女人、火與危險事物》，但故事處理馬共議題。 而「馬共」亦是黃諸多小說的重要主題。
2015年，獲花踪文學獎馬華文學大獎。

## 中國性與表演性
黃錦樹的《馬華文學與中國性》是馬華文學相關學術作品。而早在此論文集前，在〈中國性與表演性〉中，黃錦樹認為，馬華文學的中國性乃一種表演性。透過表演中國元素，馬華文學想像與建構自身的中國性。 中國性的表演具體表現在，馬華作家比中國本土的作家，更精緻雕琢文字，追求某種古典中國美，以展現自身早已喪失的中國特性，如溫任平、溫瑞安等人。 黃錦樹批評馬華的中國性乃建構，批判華教運動，企圖除魅馬華的中國性，在馬華文學界引發爭論，頗受責難。然而，其影響時至今日依然深刻，無論喜歡與反對，或明或暗，都無法迴避他提出的質難。

## 作品列表
短篇小説結集：
- 《夢與豬與黎明》(臺北：九歌，1994)
- 《烏暗暝》(臺北：九歌，1997)，2017年麥田再版，並將《夢與豬與黎明》內容合併收錄，上海文藝出版社2020年推出簡體版。
- 《由島至島》(臺北：麥田，2001)
- 《土與火》(臺北：麥田，2005)
- 《南洋人民共和國備忘錄》(臺北：聯經，2013)
- 《刻背》（臺北：麥田，2014）（《由島至島》的新版）
- 《猶見扶餘》(臺北：麥田，2014)
- 《魚》(臺北：印刻，2015)
- 《雨》(臺北：寶瓶，2016)（成都：四川人民出版社，2018）
- 《民國的慢船》（吉隆坡：有人，2019）
- Ng Kim Chew, translated by Pierre-Mong LIM, Pluie, Arles: Editions Picquier, 2020.
- 《大象死去的河邊》（臺北：麥田，2021）

短篇小説選集：
- 《死在南方》（濟南：山東文藝，2007）
- 大東和重、羽田朝子、濱田麻矢、森美千代譯，《夢と豚と黎明：黄錦樹作品集》（京都：人文書院，2011）
- 《火，與危險事物：黃錦樹馬共小說選》（吉隆坡：有人，2014）
- Ng Kim Chew, translated and edited by Carlos Rojas, Slow Boat to China and Other Stories, New York: Columbia University Press, 2016.

文學評論：
- 《馬華文學：内在中國，語言與文學史》(吉隆坡：華社資料研究中心，1996)
- 《馬華文學與中國性》(臺北：元尊文化，1998)注：2012年麥田出新版
- 《謊言或真理的技藝》(臺北：麥田，2003)
- 《文與魂與体：論現代中國性》(臺北：麥田，2006)
- 《章太炎語言文字之學的知識(精神)系譜》（新北：花木蘭，2012）
- 《注釋南方：马华文学短论集》（吉隆坡：有人，2015）
- 《華文小文學的馬來西亞個案》（臺北：麥田，2015）
- 《論嘗試文》(臺北：麥田，2016)
- 《馬華文學批評大系：黃錦樹》(桃園：元智大學中國語文學系，2019)
- 《幽靈的文字》(高雄：國立中山大學人文研究中心，2019)

散文：
- 《焚燒》(臺北：麥田，2007)
- 《火笑了》（臺北：麥田，2015）
- 《時差的贈禮》（臺北：麥田，2019）

編選：
- 《一水天涯：馬華當代小説選》(臺北：九歌，1998)與張錦忠、張永修合編
- 《別再提起：馬華當代小説選 1997-2003》(臺北：麥田，2004)與張錦忠合編
- 《原鄉人：族群的故事》(臺北：麥田，2004)與王德威合編
- 《想象的本邦》（臺北：麥田，2005）與王德威合編
- 《打個比方：“三城记”小说系列第三辑·台北卷》（上海：上海文藝，2006）
- 《重寫.臺灣.文學史》(臺北：麥田，2006)與張錦忠合編
- 《媲美貓的發情》（臺北：寶瓶，2007）與駱以軍合編
- 《回到馬來亞：華馬小説七十年》(雪蘭莪：大將，2008)與張錦忠、莊華興合編
- 《故事總要開始：馬華當代小說選（2004-2012）》（臺北：寶瓶，2013）與張錦忠、黃俊麟合編
- 《我們留臺那些年》（吉隆坡：有人，2014）與張錦忠、李宗舜合編
- 《膠林深處：馬華文學裏的橡膠樹》（居鑾：大河文化，2015）與冰谷、張錦忠、廖宏強合編
- 《散文類：新時代「力與美」最佳散文課讀本》（臺北：麥田，2015）與高嘉謙合編

## 主要榮譽
- 1988年旅臺文學獎新詩組佳作（〈給墓中人〉）
- 1993年第七屆聯合文學小說新人獎短篇小說推薦獎（〈落雨的小鎮〉）
- 1995年第十七屆聯合報文學獎短篇小說佳作（〈說故事者〉）
- 1995年第十八屆時報文學獎短篇小說首獎（〈魚骸〉）
- 1995年第十四屆洪醒夫小說獎（〈魚骸〉）
- 2005年第八屆花踪文學獎小說推薦獎（《土與火》）
- 2015年第十三屆花踪文學獎馬華文學大獎（《猶見扶餘》《南洋人民共和國備忘錄》《火，與危險事物：黃錦樹馬共小說選》）[15]

- 2017年台北國際書展大獎（《雨》）
- 2017年第四十一屆金鼎獎文學圖書獎（《雨》）
- 2018年第一屆北京大學王默人-周安儀世界華文文學獎（《雨》）
- 2021年第五屆法國埃米爾·吉美亞洲文學獎（《雨》）[16]

## 研究現狀
- 高嘉謙〈離散馬華與文學史：黃錦樹的論述／小說個案觀察〉 ( 2010/12) 。收入《馬華文學批評大系：高嘉謙》(桃園：元智大學中國語文學系，2019)。
- 劉淑貞〈倫理的歸返、實踐與債務：黃錦樹的中文現代主義〉，《中山人文學報》35期， ( 2013/07) , 69-99。
- Liew, Zhou Hau, "The Spectral Nanyang: Recollection, Nation, and the Genealogy of Chineseness" (PhD, University of Pennsylvania, 2017).
- Wong, Nicholas Y. H., "The Imaginative Materialism of Wen in Ng Kim Chew's Malayan Communist Writing," Chinese Literature: Essays, Articles, Reviews (CLEAR) (2018), 163-198.
- 黃祖恩〈生與雨的歸返：黃錦樹《雨》中生殖與雨之意象探討〉，宣讀於「異代新聲：馬華文學與文化研究生國際研討會」，臺北：國立臺灣大學中文系會議室，2018年3月24日—25日。刊熊婷惠，張斯翔，葉福炎編《異代新聲：馬華文學與文化研究集稿》，高雄：中山大學人文研究中心，2019年5月，頁217—230。[ISBN 9789860589047]
- 高嘉謙〈歷史與敘事：黃錦樹的寓言書寫〉，《離散、本土與馬華文學論述》，高雄：中山大學人文研究中心，2019年6月，頁199—218。[ISBN 9789860591408]
- 顏健富〈惡聲與憂患：論黃錦樹的「憂族」書寫〉，《離散、本土與馬華文學論述》，高雄：中山大學人文研究中心，2019年6月，頁219—253。[ISBN 9789860591408]